# Viscount Melville Sound

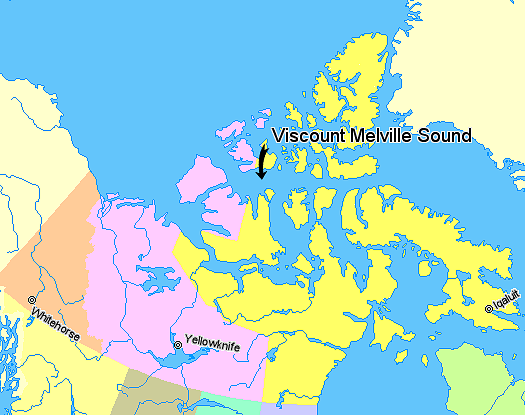
Vizconde Melville Sound.
Nunavut
Territorios del Noroeste
Territorio del Yukon.

El Vizconde Melville Sound  (en inglés, Viscount Melville Sound) es un cuerpo de agua situado en el archipiélago ártico canadiense, situado en el tramo central del Paso del Noroeste. Las costas que abren a sus aguas pertenecen al territorio de Nunavut y a los Territorios del Noroeste, Canadá.

## Geografía
Las aguas del Vizconde Melville Sound separan el grupo de islas de la Reina Isabel, al norte, de isla del Príncipe de Gales, isla Stefansson e isla Victoria, al sur. Es el tramo central del Paso del Noroeste y comunica al este, a través del estrecho de Barrow, con el Lancaster Sound y luego bahía Baffin; y al oeste, con el Estrecho de McClure y luego el Océano Ártico. 
Tiene una longitud total de unos 500 km y una anchura entre 110-160 km.
Recorrido de este a oeste, en la margen septentrional se encuentran: las aguas del McDougall Sound, entre isla Cornwallis e isla Bathurst; la costa meridional de isla Bathurst, desde cabo Capel a cabo Cokburth, donde se ensancha con el gran entrante de la bahía de Graham Moore hasta punta Schomberg; las aguas del canal Austin; la costa de isla Byam Martin, con cabo Gillman y punta Kay; las aguas del canal Byam; la costa meridional de isla Melville, comenzando desde punta Nelson Griffits, punta Ross, bahía Skene, bahía Dealy y la costa de la península Dundas, con cabo Bounty, cabo Haise, Winter Harbour, punta Hearne, cabo Phipps, cabo Providence y cabo Hay, que señala el comienzo del estrecho de McClure.
Recorrido en sentido contrario, de oeste a este, en la margen meridional se encuentran: punta Passage, en isla Banks, que marca el inicio; las aguas del estrecho del Príncipe de Gales; la costa septentrional de isla Victoria, desde punta Peel a punta Loch, el Richard Collinson Inlet, punta Bernard, bahía Wyniatt, la gran bahía de Hadley, que separa la península de Storkeson; las aguas del estrecho canal de Goldsmith; la costa de isla Stefansson; las aguas del canal M'Clintock; la costa septentrional de la isla del Príncipe de Gales, con la gran bahía de Ommanney, desde punta Minto a cabo John Dyer, luego bahía Drake, punta Milne, bahía Reliance, cabo Berkeley y cabo Dundas; las aguas del pequeño canal de Baring; la costa de la isla ribereña de Russell, con cabo Grey, punta Krebbé y punta Palmerston, que señala el comienzo del estrecho de Barrow, en el que hay muchas pequeñas islas, como isla Young, Lowther y Garret.
La forma de todo el canal de Parry, casi paralelo a las costas y las grandes profundidades que se encuentran, sugieren que estuvo motivado por un profundo sumergimiento causado por intensos movimientos de la tierra. Señala la división geológica entre las rocas precámbricas del Escudo Canadiense, al sur, y las rocas sedimentarias que forman las islas árticas al norte.

## Historia
Las aguas del Vizconde Melville Sound fueron navegadas por vez primera por los occidentales en la segunda expedición (1819-20) al ártico del explorador británico y capitán de la Marina Real Británica, William Edward Parry, en búsqueda del ansiado Paso del Noroeste. Parry, que ya había estado en el ártico con John Ross (explorador ártico), logró el mando de una nueva expedición ártica formada por dos barcos, el HMS Hecla, de 375 ton., a su mando, y el HMS Griper, de 180 ton., al mando del teniente Liddon. Partieron de Inglaterra en mayo de 1819 y el 4 de agosto llegaron al Lancaster Sound, que libre de hielo, les permitió avanzar rápidamente hacia el oeste. Tras invernar en Winter Harbour, en isla Melville, en agosto del año siguiente, liberados los barcos, reemprendieron la ruta hacia el oeste, no logrando llegar más allá de 113º47', frente al extremo meridional de Isla Melville. Parry decidió regresar, convencido de que el paso no se encontraba en esa ruta. La expedición regresó a Inglaterra en noviembre de 1820 tras un viaje de un éxito casi sin precedentes en el que se completó más de la mitad del trayecto entre Groenlandia y el Estrecho de Bering. La narración de este viaje fue publicada en 1821 con el título Journal of a Voyage to discover a North-west Passage. 
En esa travesía descubrieron muchas aguas e islas totalmente desconocidas en el archipiélago que durante mucho tiempo se llamó archipiélago Parry (y que desde 1953 se llaman Islas de la Reina Isabel), entre ellas las aguas del Vizconde Melville Sound, que lleva el nombre en honor de Robert Dundas, 2º Vizconde de Melville (1771–1851), que en esa época era Primer Lord del Mar («First Sea Lord»). 
En 1853 el explorador y marino británico Edward Belcher, mientras participaba en una expedición de búsqueda de John Franklin, abandonó su buque, el HMS Resolute, en estas aguas. Recuperado por un ballenero americano, retornó a la marina británica en 1856.